# ジム・トイ (野球)
ジム・トイ（James Madison "Jim" Toy、 1858年2月20日 - 1919年1月31日）は、アメリカ合衆国ペンシルベニア州ビーバーフォールズ出身のプロ野球選手（内野手）。右投げ右打ち。
現クリーブランド・インディアンズの愛称の元とされたルイス・ソカレキス以前にプレーしていた、メジャーリーグ史上最初のアメリカ・インディアンではないかという説がある選手。

## 経歴
トイは1880年代半ばにプロの野球選手になり、当時のインターナショナルリーグに所属していたニューヨーク州ユーティカのチームに所属していた。チームは1886年のインターナショナルリーグを制覇した記録がある。トイは肩が強くどこでも守れる選手として知られていたという。1887年にアメリカン・アソシエーションのクリーブランド・ブルースに入団。クリーブランドでは主に一塁を守ったが、捕手や外野などもこなしていた。クリーブランドには1年だけ所属し、その後はマイナーリーグのブルックリンで活動し、この時は主に捕手をしていた。
再びメジャーに登場するのは1890年のことで、この時は1年だけアメリカン・アソシエーションに参加したブルックリン・グラディエイターズの選手だった。出場は40試合ほどで、自打球を鼠蹊部に当てた怪我が元で野球を続けられなくなったという。メジャーリーグでのキャリアはこの2年だけで、1919年にペンシルベニア州で60歳の生涯を終えている。

## 彼はインディアンか？
現在、メジャーで最初のインディアンの選手は、同じクリーブランド・スパイダーズに在籍していたルイス・ソカレキスとするのが定説だが、1963年に野球記者のリー・アレンが、トイの父親がラコタ・スー族であり、彼が最初のインディアンの選手であるという可能性を主張した。ただトイが生まれた当時の出生記録は正確さを疑われており、現在この説は裏づけに乏しいとされている。
後年作家のエド・ライスがトイの経歴を調べ彼の死亡診断書を入手したが、診断書には『白人』と記載されていた。トイ自身がインディアンとして社会的に認知されていなかった（あるいはトイ自身がそういう振る舞いをしなかった）可能性が高く、最初のインディアン選手についての議論では、この点を重視する野球史研究家が大勢を占めている。

## 詳細情報

### 年度別打撃成績
| 年 度    | 球 団    | 試 合 | 打 席 | 打 数 | 得 点 | 安 打 | 二 塁 打 | 三 塁 打 | 本 塁 打 | 塁 打 | 打 点 | 盗 塁 | 盗 塁 死 | 犠 打 | 犠 飛 | 四 球 | 敬 遠 | 死 球 | 三 振 | 併 殺 打 | 打 率 | 出 塁 率 | 長 打 率 | O P S |
| -------- | -------- | ----- | ----- | ----- | ----- | ----- | -------- | -------- | -------- | ----- | ----- | ----- | -------- | ----- | ----- | ----- | ----- | ----- | ----- | -------- | ----- | -------- | -------- | ----- |
| 1887     | CLV      | 109   | 442   | 423   | 56    | 94    | 20       | 5        | 1        | 127   | 56    | 8     | --       | --    | --    | 17    | --    | 2     | 40    | --       | .222  | .256     | .300     | .556  |
| 1890     | BRG      | 44    | 172   | 160   | 11    | 29    | 3        | 0        | 0        | 32    | 7     | 2     | --       | --    | --    | 11    | --    | 1     | --    | --       | .181  | .238     | .200     | .438  |
| MLB：2年 | MLB：2年 | 153   | 614   | 583   | 67    | 123   | 23       | 5        | 1        | 159   | 63    | 10    | --       | --    | --    | 28    | --    | 3     | *40   | --       | .211  | .251     | .273     | .524  |

- 「-」は記録なし
- 通算成績の「*数字」は不明年度があることを示す